# Селанець
46°04′ пн. ш. 16°28′ сх. д. / 46.07° пн. ш. 16.47° сх. д.
Селанець (хорв. Selanec) — населений пункт у Хорватії, в Копривницько-Крижевецькій жупанії у складі громади Светі-Петар-Ореховець.

## Населення
Населення за даними перепису 2011 року становило 156 осіб.
Динаміка чисельності населення поселення: